# Caschara dierli
Caschara dierli är en fjärilsart som beskrevs av Sergius G. Kiriakoff 1974. Caschara dierli ingår i släktet Caschara och familjen tandspinnare. Inga underarter finns listade i Catalogue of Life.